# Xysticus rostratus
Xysticus rostratus là một loài nhện trong họ Thomisidae.
Loài này thuộc chi Xysticus. Xysticus rostratus được Hirotsugu Ono miêu tả năm 1988.